# Великолукский драматический театр
Великолу́кский драмати́ческий теа́тр — профессиональный театр в городе Великие Луки. Старейшее культурное учреждение города.

## История
О существовании в г. Великие Луки театра современники упоминают уже в 1857. До 1855 года он был любительским, а осенью 1855 г. антрепренёр Металлов положил начало постоянному театру.
Датой рождения театра принято считать 1919 год, когда в Великих Луках базировалось два передвижных фронтовых драматических театра. В то же время в городе находилось управление 18-го военного строительства и политический отдел 15-й армии. Никому тогда неизвестный военный техник Сергей Эйзенштейн создал в городе драматический театр из числа наиболее способных к драматическому искусству людей. Тогда же по направлению заместителя комиссара просвещения Петроградского совета по художественным делам М. Ф. Андреевой, артистки МХАТа, друга и соратника М. Горького, в город прибыл Д. А. Яркин для организации профессионального театра. С театром сдружился С. Эйзенштейн и осуществил постановку пьесы Р. Роллана «Взятие Бастилии». Городской профессиональный театр открыл свой первый сезон в 1919 году пьесой М. Горького «На дне». Основу репертуара составляла русская и зарубежная классика.
В 1935 году целая группа выпускников театральной студии МХАТа была направлены на работу в театр Великих Лук. Торжественно и радостно встретили артистов в городе. Зрительный зал на 700 мест был всегда переполнен. Появились новые спектакли: «Чудесный сплав» Н. Киршона, «Платон Кречет» А. Корнейчука, «Слуга двух господ» К. Гольдони, «Мария Тюдор» В. Гюго. На областном смотре театр показал спектакли: «Земля» Н. Вирты и «Пядь серебряная» Н. Погодина. Театр был признан лучшим и премирован грузовой машиной. Какая была радость, ведь гастролировали на лошадях. Репертуар обогащался из года в год: «Свои люди сочтёмся», «Без вины виноватые» А. Островского, «Женитьба» Н. Гоголя, «Евгения Гранде» и «Мачеха» О. Бальзака.
Из-за начавшейся Великой Отечественной войны в начале июля 1941 года театр прекратил своё существование. Только в 1945 году в приспособленном здании кинотеатра снова начал действовать Великолукский драматический театр, а 1947—1948 годах было построено новое здание театр, которое стоит и сейчас. На новой сцене прошли первые послевоенные спектакли: «Кремлёвские куранты» Погодина, «Так и будет» Симонова. Руководил театром Заслуженный артист РСФСР, лауреат государственной премии А. И. Канин, который собрал дружный и творческий коллектив из талантливых артистов.
В послевоенный период театром руководили А.Канин, П.Ионов, В.Чернядев, Я.Хамармер, Г.Цветков, О.Соловьев.
К концу XX века театр, верный реалистическим традициям, успел познакомить публику и с другой театральной эстетикой, присущей работам главных режиссёров Г. Цветкова, В. Антонова, О. Соловьева, Ю. Ковалева, Л. Тихоновой, С. Маховского. На сцене появились такие спектакли, как «Ричард-III» У. Шекспира, «Дети солнца» М. Горького, «Все в саду» Э. Олби, «Самоубийца» Н. Эрдмана, «Дачники» М. Горького, «Мораль пани Дульской» Г. Запольской, «Гарольд и Мод» К. Хиггинса, «Было время…» А. Пушкина, «Прощай, конферансье» В.Година, Театр гастролировал по многим городам, завоёвывая симпатии зрителей: Таллин, Рига, Калининград, Мурманск, Ленинград, Новгород, Псков, Владимир, Душанбе… В 1997 году французской ассоциацией «Мир без границ» коллектив театра награждён дипломом и статуэткой «Золотая пальма».
В театре в разные годы работали: Т. А. Лученкова, Ю. Б. Мамин, Николай Теньгаев.

## Директора
- 2001—2014 — Жанна Малышева
- 2014 — Регина Максименкова (и. о.)
- 2014—2017 — Николай Андросович
- 2017—2020 — Валентина Зандер, засл. работник культуры РФ
- 2020 — Регина Максименкова (и. о.)
- С 2020 — Николай Андросович

## Главные режиссёры, художественные руководители
- 1919—1921 — Николай Истомин
- 1947—1948 — Александр Канин, засл. артист РСФСР
- 1948—1950 — Пётр Ионов
- 1950—1954 — Константин Чернядев
- 1954—1955 — Анатолий Випман
- 1955—1957 — Яков Хамармер
- 1958—1972 — Борис Свистунов
- 1972—1979 — Георгий Цветков
- 1979—1986 — Виктор Антонов
- 1986—1992 — Олег Соловьёв
- 1994—1996 — Юрий Ковалёв
- 1996—1999 — Сергей Маховский
- 1996—2001 — Любовь Тихонова (художественный руководитель)
- 2001 — 2024 — Павел Сергеев, засл. артист РФ
- 2020—2021 — Юрий Печенежский (художественный руководитель)
- С 2021 — Анна Потапова (художественный руководитель)

## Актёрский состав
- Алексей Глебов (с 2023)
- Оксана Бугаец (с 2019)
- Алла Васильева (Любовская) (с 1968)
- Василий Владимиров (с 2005)
- Елена Владимирова (с 2007)
- Светлана Долотова (Кузнецова) (с 2003)
- Мария Железнова (с 2022)
- Анатолий Иванов, засл. артист РСФСР (с 1978)
- Александра Комолова (с 1983)
- Дарья Корнева (с 2017)
- Ирина Кругленко (с 2023)
- Анастасия Никифорова (вспомогательный состав)
- Игорь Николаев, засл. артист РФ (с 1988)
- Иван Петросаенко (вспомогательный состав)
- Елизавета Пономарёва (Вислобокова)
- Юрий Савельев (2014—2017, с 2022)

## Актёры прошлых лет
- Евгений Абрамов (с 1965)
- Александра Байдер-Сперанская (1930—1934, 1935—1960)
- Павел Беляев (вспомогательный состав)
- Евгения Бирюкова (2012—2013)
- Алина Бичай (2018—2023)
- Дмитрий Борисов, актёр и режиссёр
- Людмила Бортко (2002—2024)
- Александр Васильев (2020—2023)
- Сергей Гостюжев (2018—2022)
- Михаил Гулюкин
- Любовь Деримарко, засл. артистка РСФСР (1948—1949)
- Анастасия Десятова, засл. артистка РСФСР (1948—1988)
- Борис Ефремов (с 1996)
- Владимир Иванов
- Алексей Иващенко (2020—2021)
- Лидия Инфантова, артистка балета (1930—1932)
- Игорь Колтовской (1997—2000)
- Екатерина Кудаева (Якупова) (2014—2022)
- Денис Кучерявый (2021—2024)
- Максим Лачков (2009—2023)
- Татьяна Левина
- Иван Машнин (2019—2020)
- Вячеслав Меркурьев (2018—2021)
- Владимир Михельсон (2018—2019)
- Михаил Морозов (2014—2024)
- Наталья Муравьевская (с 1988)
- Иван Недорезов
- Денис Осинин (до 2019)
- Кирилл Парменов (2018—2023)
- Алевтина Патрушева (1981—2024)
- Лазарь Перепелицкий, актёр, режиссёр, администратор (1999—2022)
- Евгений Петров (2013—2024)
- Анна Полякова (2018—2019)
- Любовь Пулькина
- Ольга Рассказова (1975—1981, 2009—2011, с 2022 администратор)
- Иосиф Рыклин (1946—1947)
- Валентин Сапронов (2022—2024)
- Александр Свистунов (с 1982)
- Владимир Седов, засл. артист РСФСР (1947—1958)
- Павел Сергеев, засл. артист РФ (2001—2024)
- Мария Скворцова (1934—1941)
- Владимир Субботин (1995—2007)
- Николай Теньгаев, народный артист РСФСР (с 1956)
- Сергей Тихомиров (2019—2023)
- Леонид Уткин
- Александра Цывунина (Васильева) (2018—2024)
- Тамара Чернышова
- Ирина Шаклунова (Сатонина) (1969—1983)
- Александр Шатов, актёр и режиссёр (1950—1966)
- Никита Шатов (2021—2025)
- Дмитрий Якупов (2020—2022)

## Театр сегодня
Театр представлял искусство Псковщины на гастролях в Москве, Санкт-Петербурге, Дмитрове, Полоцке, Могилёве, неоднократно принимал участие во Всероссийском Пушкинском театральном фестивале в Пскове, четырежды был участником Фестиваля театров малых городов России в Вышнем Волочке, где удостоен грамот и дипломов.
В 2008 году театр принял участие в VI Международном Театральном Форуме «Золотой Витязь» (г. Москва), целью которого являлось укрепление межславянского культурного пространства и традиций русского реалистического театра. Форум был организован при поддержке Министерства культуры Российской федерации, президентом которого является народный артист России — Н. П. Бурляев. Участниками Форума стали театры из России, Беларуси, Украины, Болгарии, Сербии, Словении, Австралии. Спектакль Великолукского драматического театра «Любовь и возмездие Катерины Измайловой» (режиссёр — Павел Сергеев) был представлен в номинации «Драма (Большая форма)» на сцене Театра русской драмы и награждён специальным дипломом Форума.
В 2008 театр побывал на фестивале «Арбатские встречи» в Центральном Доме Актёра в Москве. Здесь был представлен спектакль «Макбет» по пьесе У.Шекспира, режиссёр — Павел Сергеев, исполнители ролей — народная артистка СССР Людмила Чурсина и Павел Сергеев.
В 2011 году театр представлял Россию на Первом Пекинском международном фестивале моноспектаклей в Китае. Странами — участниками фестиваля стали Россия, Китай, США, Франция, Израиль и др. По решению Экспертного совета фестиваля из 10 записей моноспектаклей российских театров, представленных международным отделом Союза Театральных Деятелей РФ в оргкомитет в Пекин, был выбран спектакль Великолукского драматического театра «Макбет», режиссёр и исполнитель — Павел Сергеев. Спектакль был сыгран дважды: в рамках фестиваля и на его закрытии.
В 2019 году спектакли «Базаров» (реж. Юрий Печенежский) и «Гроза» (реж. Илья Ротенберг) вошли в Long List Национальной премии «Золотая маска».
В 2020 году по итогам VII Международного театрального фестиваля «Смоленский ковчег» спектакль «Базаров» удостоен приза в номинации «За оригинальное режиссёрское решение и блестящее актёрское воплощение». Также специальный приз «Мастер!» получил Анатолий Федорович Иванов за роль Василия Ивановича Базарова.

## Награды
Премией «Признание», учреждённой Псковским отделением Союза театральных деятелей, удостоены: за лучшую мужскую роль Павел Сергеев (Утешительный, спектакль «Игроки» Н. В. Гоголь), за лучшую женскую роль — Александра Комолова (Бернарда Альба, спектакль «От любви умирают розы»), за лучшую молодёжную роль — Виктор Розенштейн (Александр Глов, спектакль «Игроки»).
В феврале 2011 г. главному режиссёру театра Павлу Сергееву присвоено звание Заслуженного артиста РФ.
В 2010 году почётные звания Лауреатов премии Администрации Псковской области 2010 года в области театрального искусства присвоены актёрам Великолукского драматического театра Виктору Шадрину и Екатерине Кудаевой за творческие работы в спектакле «Алеша», режиссёр — заслуженный артист РФ П.Сергеев.